# Plataforma de Marrakech
Establecida en 2022, la "Plataforma de Marrakech" tiene como objetivo mejorar la cooperación regional en la lucha contra el terrorismo mediante el intercambio de información, experiencia y la coordinación de esfuerzos entre los países africanos. Sirve como un importante foro de diálogo para abordar desafíos comunes y desarrollar estrategias efectivas para combatir el terrorismo y el extremismo. Esta iniciativa cooperativa internacional busca fortalecer los esfuerzos regionales para combatir el terrorismo en África. Supervisada conjuntamente por Marruecos y la Oficina de las Naciones Unidas contra el Terrorismo, la plataforma tiene como objetivo proporcionar una respuesta integral y coordinada a las crecientes y complejas amenazas terroristas en el continente africano.

## Importancia de la Plataforma de Marrakech
África es una prioridad para la Oficina de las Naciones Unidas contra el Terrorismo. Vladimir Voronkov, Subsecretario General de la Oficina de las Naciones Unidas contra el Terrorismo, ha enfatizado el significativo apoyo de Marruecos a la Oficina de las Naciones Unidas contra el Terrorismo a través de la reunión de alto nivel de jefes de agencias de lucha contra el terrorismo y seguridad en África. Afirmó que la "Plataforma de Marrakech" representa una contribución significativa para mejorar la cooperación regional en la lucha contra el terrorismo. Subrayó que la naturaleza compleja de la amenaza terrorista requiere cooperación multilateral y enfoques multiagenciales para lograr una respuesta regional más fuerte y cohesiva.

## Segunda Sesión de la Plataforma de Marrakech
La segunda reunión de alto nivel de jefes de agencias de lucha contra el terrorismo y seguridad en África se celebró en Tánger, Marruecos, a partir del 3 de junio de 2023. Contó con una amplia participación de jefes de agencias de lucha contra el terrorismo y seguridad de varios países africanos, así como representantes de organizaciones internacionales y regionales preocupadas por la lucha contra el terrorismo. Las discusiones se centraron en mejorar las capacidades de los países africanos en la lucha contra el terrorismo, compartir mejores prácticas y desarrollar nuevos mecanismos de cooperación regional. La acogida de Marruecos de la segunda reunión de la Plataforma de Marrakech encarna el compromiso del reino de combatir el terrorismo a nivel regional e internacional.

## Tercera Sesión de la Plataforma de Marrakech
La tercera reunión de alto nivel de jefes de agencias de lucha contra el terrorismo y seguridad en África se celebró en Fez, a partir del 4 de junio de 2024. Contó con una amplia participación de representantes de países africanos y organizaciones internacionales y regionales. El enfoque estuvo en:
- Intercambio de información y experiencia en la lucha contra el terrorismo.
- Fortalecimiento de la cooperación entre los países africanos en este campo.
- Desarrollo de nuevas estrategias para combatir el terrorismo y el extremismo.
- Utilización de tecnologías modernas en los esfuerzos contra el terrorismo.

Durante la apertura de la tercera sesión, el ministro de Asuntos Exteriores, Cooperación Africana y Marroquíes Residentes en el Extranjero, Nasser Bourita, destacó la visión real para la cooperación africana. Bourita enfatizó que la Plataforma de Marrakech se alinea perfectamente con la visión perspicaz de Su Majestad el Rey Mohammed VI, basada en los principios de pertenencia africana y la capacidad de África para encontrar soluciones a sus desafíos y tomar las iniciativas necesarias en esta dirección.

## Desarrollo Positivo de la Plataforma de Marrakech
La "Plataforma de Marrakech" ha visto un desarrollo continuo y positivo, tanto en sustancia como en participación. La tercera sesión en Fez contó con la participación de aproximadamente 60 delegaciones que representan a los Estados miembros de la ONU, incluidos países africanos, socios africanos y organizaciones regionales e internacionales. Este desarrollo refleja la creciente confianza en la plataforma como una herramienta efectiva para mejorar la cooperación regional en la lucha contra el terrorismo.